# Dăbovik, Dobrici
Dăbovik (în bulgară Дъбовик, în română Harmanlâc) este un sat în comuna Gheneral-Toșevo, regiunea Dobrici, Dobrogea de Sud, Bulgaria. 
Între anii 1913-1940 a făcut parte din plasa Casim a județului Caliacra, România. Majoritatea locuitorilor erau români.

## Demografie
Componența etnică a satului Dăbovik
     Bulgari (69,37%)
     Nicio identificare (26,25%)
     Altele (4,37%)
La recensământul din 2011, populația satului Dăbovik era de 160 locuitori. Din punct de vedere etnic, majoritatea locuitorilor (69,37%) erau bulgari. Pentru 26,25% din locuitori nu este cunoscută apartenența etnică.

## Personalități născute aici
- Dora Gabe (1886 - 1983),  poetă evreică-bulgară.